# Mattoon (Illinois)
Mattoon è un comune degli Stati Uniti d'America, situato in Illinois, nella contea di Coles.
Qua nacque la politica (afroamericana) Patricia Roberts Harris.